# Corydalis sigmantha
Corydalis sigmantha är en vallmoväxtart som beskrevs av Z. Y. Su och C. Y. Wu. Corydalis sigmantha ingår i släktet nunneörter, och familjen vallmoväxter. Inga underarter finns listade i Catalogue of Life.